# Eichenberg (Neu-Eichenberg)
Eichenberg ist der größte Ortsteil der Gemeinde Neu-Eichenberg im nordhessischen Werra-Meißner-Kreis. Er besteht aus Eichenberg Dorf und Eichenberg Bahnhof.

## Geographische Lage
Eichenberg Dorf liegt 2,1 km westsüdwestlich des am Südfuß der Schmiedeköpfe (251,6 m ü. NHN) gelegenen Dreiländerecks Hessen-Niedersachsen-Thüringen (ca. 233 m). Nördlich des Dorfs (auf 260 bis 315 m) befindet sich Berge, nordnordöstlich Hebenshausen, ostnordöstlich liegt jenseits der Bundesstraße 27 und 500 m westnordwestlich des Dreiländerecks der Eichenberger Ortsteil Eichenberg Bahnhof (ca. 230 bis 250 m) mit dem Bahnhof Eichenberg, südöstlich steht das Schloss Arnstein, südsüdwestlich befindet sich Unterrieden und südwestlich Witzenhausen. Westlich erhebt sich mit Auf der Schärfe (477,2 m) die höchste Erhebung des Sandwaldes.

## Geschichte

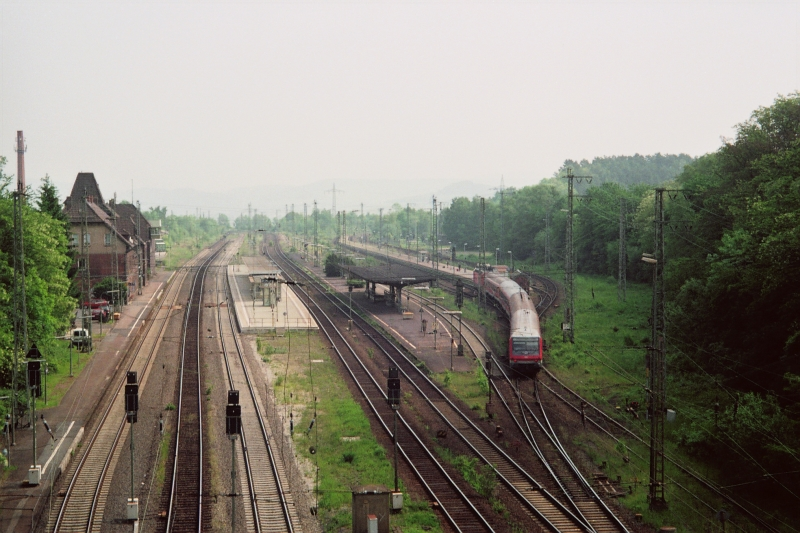
Bahnhof Eichenberg

### Ortsgeschichte
Die älteste bekannte schriftliche Erwähnung von Eichenberg (heutiges Eichenberg Dorf) erfolgte unter dem Namen Eikenberge im Jahr 1258. Der Ort gehörte bis 1821 zum hessischen Amt Ludwigstein/Witzenhausen und danach zum Landkreis Witzenhausen. Während der französischen Besetzung gehörte er zum Kanton Friedland im Königreich Westphalen (1807–1813).
Eichenberg Bahnhof entstand erst mit dem Bau der Bahnstrecke Halle–Hann. Münden 1858 rund um den Bahnhof, und später kam die Bahnstrecke Göttingen–Bebra hinzu. Beide Bahnstrecken stoßen am nordöstlich von Eichenberg Bahnhof gelegenen Eichenberger Gleisdreieck aufeinander und führen vom Gleisdreieck durch den Bahnhof nach Südwesten; zudem endete im Bahnhof die Bahnstrecke Velmeden–Eichenberg. Mitte des 19. Jahrhunderts wurde am Ortsrand Braunkohle abgebaut.
Hessische Gebietsreform (1970–1977)
Zum 1. Februar 1971 fusionierte die bis dahin selbständige Gemeinde Eichenberg im Zuge der Gebietsreform in Hessen mit vier weiteren Gemeinden freiwillig zur neuen Gemeinde Neu-Eichenberg. Sitz der Gemeindeverwaltung wurde Hebenshausen. Ortsbezirke nach der Hessischen Gemeindeordnung wurden nicht errichtet.

### Verwaltungsgeschichte im Überblick
Die folgende Liste zeigt die Staaten und Verwaltungseinheiten, denen Eichenberg angehört(e):
- vor 1567: Heiliges Römisches Reich, Landgrafschaft Hessen, Amt Witzenhausen
- ab 1567: Heiliges Römisches Reich, Landgrafschaft Hessen-Kassel, Amt Witzenhausen
- 1627–1834: Landgrafschaft Hessen-Rotenburg (sogenannte Rotenburger Quart), teilsouveränes Fürstentum unter reichsrechtlicher Oberhoheit der Landgrafschaft Hessen-Kassel bzw. des Kurfürstentums Hessen
- ab 1806: Landgrafschaft Hessen-Kassel, Rotenburger Quart, Amt Witzenhausen
- 1807–1813: Königreich Westphalen, Departement der Leine, Distrikt Göttingen, Kanton Friedland
- ab 1815: Kurfürstentum Hessen, Amt Witzenhausen[8]
- ab 1821/22: Kurfürstentum Hessen, Provinz Niederhessen, Kreis Witzenhausen[9][Anm. 1]
- ab 1848: Kurfürstentum Hessen, Bezirk Eschwege
- ab 1851: Kurfürstentum Hessen, Provinz Niederhessen, Kreis Witzenhausen
- ab 1867: Königreich Preußen, Provinz Hessen-Nassau, Regierungsbezirk Kassel, Kreis Rotenburg
- ab 1871: Deutsches Reich, Königreich Preußen, Provinz Hessen-Nassau, Regierungsbezirk Kassel, Kreis Witzenhausen
- ab 1918: Deutsches Reich, Freistaat Preußen, Provinz Hessen-Nassau, Regierungsbezirk Kassel, Kreis Witzenhausen
- ab 1944: Deutsches Reich, Freistaat Preußen, Provinz Kurhessen, Landkreis Witzenhausen
- ab 1945: Deutsches Reich, Amerikanische Besatzungszone, Groß-Hessen, Regierungsbezirk Kassel, Landkreis Witzenhausen
- ab 1946: Deutsches Reich, Amerikanische Besatzungszone, Hessen, Regierungsbezirk Kassel, Landkreis Witzenhausen
- ab 1949: Bundesrepublik Deutschland, Hessen, Regierungsbezirk Kassel, Landkreis Witzenhausen
- ab 1971: Bundesrepublik Deutschland, Hessen, Regierungsbezirk Kassel, Landkreis Witzenhausen, Gemeinde Neu-Eichenberg
- ab 1974: Bundesrepublik Deutschland, Hessen, Regierungsbezirk Kassel, Werra-Meißner-Kreis, Gemeinde Neu-Eichenberg

## Bevölkerung

### Einwohnerstruktur 2011
Nach den Erhebungen des Zensus 2011 lebten am Stichtag dem 9. Mai 2011 in Eichenberg 765 Einwohner. Darunter waren 24 (3,1 %) Ausländer.
Nach dem Lebensalter waren 111 Einwohner unter 18 Jahren, 300 zwischen 18 und 49, 180 zwischen 50 und 64 und 174 Einwohner waren älter. Die Einwohner lebten in 254 Haushalten. Davon waren 117 Singlehaushalte, 87 Paare ohne Kinder und 105 Paare mit Kindern, sowie 36 Alleinerziehende und 6 Wohngemeinschaften. In 94 Haushalten lebten ausschließlich Senioren und in 225 Haushaltungen lebten keine Senioren.

### Einwohnerentwicklung
- 1575/85: 34 Hausgesesse (7 Ackerleute, 26 Köttner)[1]
- 1747: 37 Mannschaften mit 46 Feuerstellen[1]

| Eichenberg (Ort und Bahnhof): Einwohnerzahlen von 1834 bis 2020 | Eichenberg (Ort und Bahnhof): Einwohnerzahlen von 1834 bis 2020 | Eichenberg (Ort und Bahnhof): Einwohnerzahlen von 1834 bis 2020 | Eichenberg (Ort und Bahnhof): Einwohnerzahlen von 1834 bis 2020 | Eichenberg (Ort und Bahnhof): Einwohnerzahlen von 1834 bis 2020 |
| --- | --------------------------------------------------------------- | --------------------------------------------------------------- | --------------------------------------------------------------- | --------------------------------------------------------------- |
| Jahr |                                                                 |                                                                 |                                                                 | Einwohner                                                       |
| 1834 | 1834                                                            |                                                                 | 434                                                             | 434                                                             |
| 1840 | 1840                                                            |                                                                 | 434                                                             | 434                                                             |
| 1846 | 1846                                                            |                                                                 | 411                                                             | 411                                                             |
| 1852 | 1852                                                            |                                                                 | 414                                                             | 414                                                             |
| 1858 | 1858                                                            |                                                                 | 404                                                             | 404                                                             |
| 1864 | 1864                                                            |                                                                 | 413                                                             | 413                                                             |
| 1871 | 1871                                                            |                                                                 | 475                                                             | 475                                                             |
| 1875 | 1875                                                            |                                                                 | 506                                                             | 506                                                             |
| 1885 | 1885                                                            |                                                                 | 520                                                             | 520                                                             |
| 1895 | 1895                                                            |                                                                 | 554                                                             | 554                                                             |
| 1905 | 1905                                                            |                                                                 | 577                                                             | 577                                                             |
| 1910 | 1910                                                            |                                                                 | 560                                                             | 560                                                             |
| 1925 | 1925                                                            |                                                                 | 615                                                             | 615                                                             |
| 1939 | 1939                                                            |                                                                 | 597                                                             | 597                                                             |
| 1946 | 1946                                                            |                                                                 | 906                                                             | 906                                                             |
| 1950 | 1950                                                            |                                                                 | 1.017                                                           | 1.017                                                           |
| 1956 | 1956                                                            |                                                                 | 1.085                                                           | 1.085                                                           |
| 1961 | 1961                                                            |                                                                 | 1.014                                                           | 1.014                                                           |
| 1967 | 1967                                                            |                                                                 | 940                                                             | 940                                                             |
| 1970 | 1970                                                            |                                                                 | 872                                                             | 872                                                             |
| 1980 | 1980                                                            |                                                                 | ?                                                               | ?                                                               |
| 1990 | 1990                                                            |                                                                 | ?                                                               | ?                                                               |
| 2000 | 2000                                                            |                                                                 | ?                                                               | ?                                                               |
| 2011 | 2011                                                            |                                                                 | 765                                                             | 765                                                             |
| 2015 | 2015                                                            |                                                                 | 770                                                             | 770                                                             |
| 2020 | 2020                                                            |                                                                 | 779                                                             | 779                                                             |
| Datenquelle: Historisches Gemeindeverzeichnis für Hessen: Die Bevölkerung der Gemeinden 1834 bis 1967. Wiesbaden: Hessisches Statistisches Landesamt, 1968. Weitere Quellen: LAGIS; Zensus 2011; Gemeinde Neu-Eichenberg |                                                                 |                                                                 |                                                                 |                                                                 |

### Historische Religionszugehörigkeit
Im Jahr 1885 waren von den 415 Einwohnern 388 evangelisch, was 93,5 % entspricht, 27 Einwohner waren katholisch (6,5 %). 1961 wurden 672 evangelische (66,3 %) und 330 katholische (32,5 %) Christen gezählt.

## Sehenswürdigkeiten

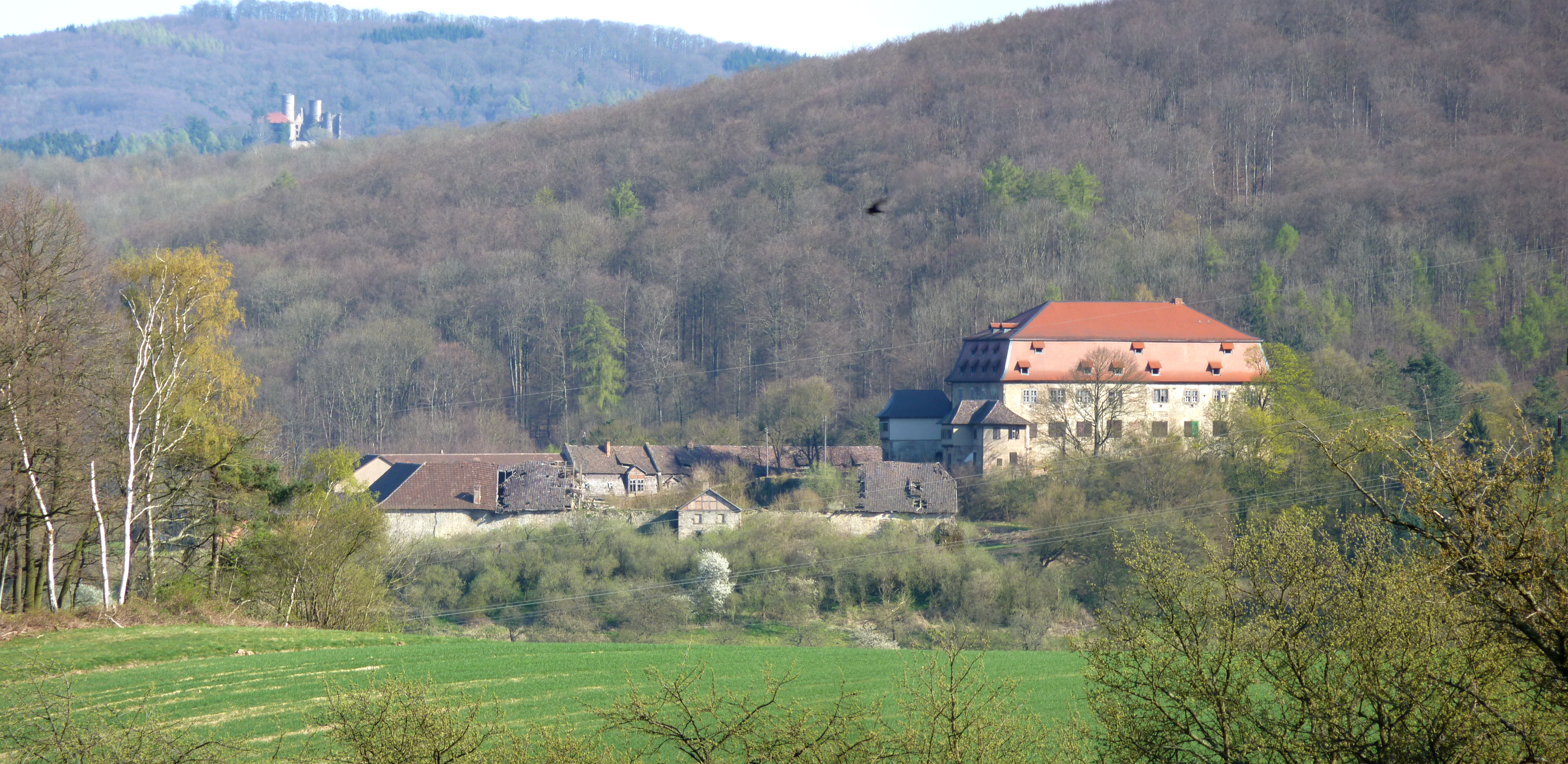
Blick von Eichenberg Dorf südostwärts zum Schloss Arnstein; links hinten die Burg Hanstein vor der Junkerkuppe

Bekanntestes Bauwerk ist das etwa 1 km südöstlich von Eichenberg Dorf auf einer Anhöhe errichtete Schloss Arnstein.
Der Ortskern von Eichenberg Dorf steht unter Denkmalschutz. Hierzu zählt neben zahlreichen Fachwerkhäusern auch die klassizistische evangelische Dorfkirche und der von Linden eingefasste ehemalige Gerichtsplatz mit Resten eines Steintisches. Am westlichen Ortsrand befindet sich der Karlsbrunnen mit einer periodisch unterbrochenen Wasserschüttung.
Die ev.-luth. Kirche wurde 1840/41 nach Plänen von Johann Friedrich Matthei erbaut. Dem klassizistischen Saalbau des Langhauses von drei auf zwei Fensterachsen ist im Westen ein im Oberbau achteckiger Turm teils eingestellt. Die bauzeitliche Ausstattung mit dreiseitig umlaufender Empore, Kanzel mit großem Unterbau und der 1844 von Friedrich Knauf aus Groß-Tabarz errichteten Orgel ist weitgehend erhalten; erneuert ist der Altar, ein Taufstein und ein Lesepult sind jüngere Zutaten. Bemerkenswert ist neben anderen Grabmalen auch der Grabstein des 1695 gestorbenen Conrad Schatting, der als Amtmann der von Bodenhausen auf dem nahen Schloss Arnstein saß. Aus der alten, bereits 1358 durch einen Pfarrer belegten Kirche, die für den Neubau von 1840/41 vollständig niedergelegt wurde, ist eine 1588 von den Glockengießern Merten Hase und Dieterich Reinhard gemeinsam gegossene Glocke übernommen.
Am südlichen Ortsausgang von Eichenberg Dorf findet man den „Malstein“, auch das „Mainzer Rad“ genannt; es handelt sich dabei um einen mit Malteserkreuz verzierten Gedenkstein, dessen ursprüngliche Bedeutung unbekannt ist.
Unmittelbar südlich des Eichenberger Gleisdreiecks liegt das Museumsbahngelände der Eichenberger Waldbahn.

## Infrastruktur
In Eichenberg gibt es ein Dorfgemeinschaftshaus, Kinderspielplätze und einen Bolzplatz. Zudem liegt es am wichtigen Knotenpunkt Bahnhof Eichenberg.

## Persönlichkeiten
- Erpo von Bodenhausen (1897–1945), Generalleutnant, wurde auf Schloss Arnstein geboren.
- Walter Mühlhausen (* 1956), Historiker, wurde in Eichenberg geboren.